# 同調
同調（どうちょう）とは、調子を同じくする、という意で、英単語の訳語としては異なるいくつかの英単語の訳語に使われるため、それぞれ別の意味がある。

## Conformity
英単語conformity（en:conformity）の訳語としては、社会に通用している規範や行動様式にそのまま従い、大多数の人々のとる態度や意見に順応していくことをいう。社会と成員との双方の安定のための基本的な機能であり安全弁であるという側面と、社会の柔軟性と成員個人の主体性とを失わせる危険性を含む側面とを有する。
既存の規範をあまりにもかたくなに遵守する硬直性のために、状況の変化に対応した新しい秩序の形成を妨げることにつながる「過同調」（overconformity）や、既存の規範や行動様式に同調しない（逸脱）にとどまらず、これらに異議を申し立て新しい規範の樹立を志向する「非同調」（non-conformity）の概念も存在する。
また社会的に起こる現象として同調現象がある。
日本の社会には個人に同調を求める大変強い社会的圧力（同調圧力）がある事は、多くの欧米人に指摘されている。

## Tune
英単語tune（en:Tune）の無線工学などでの用法の訳語としては、電気回路などで作られた信号に対して他の回路が共振などによって追従する状態、およびそのように合わせ込むことを指し、「同調回路」などのように用いられる。チューナー、チューニングなどの語がある。

## Synchronization
英単語synchronization（en:Synchronization）の訳語としては、「同調」という語も使われるがもっぱら「同期」と訳す → 同期。日本語としては、同期がとれていることを、同調している、と言うことがある。